# Heanor
Heanor est une ville du Derbyshire, en Angleterre. Elle est située dans le district d'Amber Valley.

## Personnalités liées à la ville
- Henry Garnet (1555-1606), prêtre jésuite anglais, injustement condamné à mort comme « complice » dans l’affaire de la conspiration des poudres, y est né ;
- Gary Haslam (1969-), pilote, y est né ;
- Ron Haslam (1956-), pilote, y est né ;
- Dale Holmes (1971-), pilote de BMX et de VTT, y est né ;
- Louis Martin (1936-2015), haltérophilie, y est mort.